# Nicolaas Frederik Cambier van Nooten

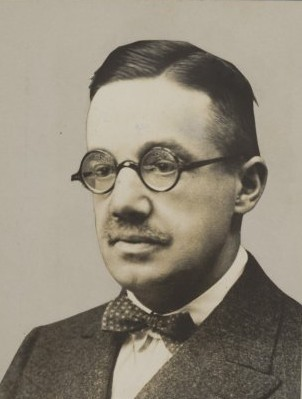
N.F. Cambier van Nooten (ca. 1929)

Nicolaas Frederik Cambier van Nooten (Lopik, 24 maart 1892 – 15 oktober 1972) was een Nederlands politicus.
Hij werd geboren als zoon van Nicolaas Frederik Cambier van Nooten (1856-1943; notaris) en Aleida Feith (1855-1914). Hij ging in Gouda naar de hbs en was daarna werkzaam bij de gemeentesecretarie van achtereenvolgens Huissen, Kesteren en Lochem. In 1919 volgde hij de kort daarvoor overleden H.W.J.R. de Wilde op als gemeentesecretaris van de Gelderse gemeente Laren. Vanaf begin 1929 was Cambier van Nooten de burgemeester Zaltbommel waarbij F.W. Vernède hem in Laren opvolgde. Acht jaar later werd hij benoemd tot burgemeester van Tiel. In 1944 werd een NSB'er aangesteld als waarnemend burgemeester van Tiel. Na de bevrijding keerde Cambier van Nooten terug als burgemeester van het tijdens de oorlog zwaar beschadigde Tiel. Hij ging in april 1957 met pensioen en overleed in 1972 op 80-jarige leeftijd.